# Hermann Rüppell
Hermann Rüppell (* 17. Juni 1941 in Berlin) ist ein deutscher Pädagoge und Professor für Pädagogische Psychologie an der Universität zu Köln, Schwerpunkt in Lehre und Forschung sind neben der Kognitionspsychologie vor allem die Bereiche Medienpädagogik, Lehrertraining, Intelligenz- und Aggressionsforschung.

## Leben
Hermann Rüppell verbrachte als Sohn des Zoologen Werner Rüppell seine ersten Lebensjahre in Berlin. Nach dem Tod des Vaters 1945 zog er mit seiner Mutter Elisabeth nach Winsen an der Luhe, wo er auch von 1947 bis 1961 die Schule besuchte. Im Anschluss belegte er zunächst mehrere Semester Mathematik und Medizin, bevor er 1964 an der Universität Hamburg ein Studium der Psychologie begann. Im Jahr 1970 legte er dort sein Hauptdiplom ab. Als seine Lehrer benannte er Peter R. Hofstätter, Kurt Pawlik, Dirk Wendt und Reinhard Tausch. Im Folgejahr erhielt er einen durch die Stiftung Volkswagenwerk unterstützten und an der Universität Hamburg angesiedelten Forschungsauftrag über die „Möglichkeiten der Intelligenzförderung durch Spiele“. 1973 promovierte er bei Hofstätter und Wendt mit einer Arbeit aus dem Bereich der mathematischen Psychologie. Von 1974 bis 1979 war Rüppell als wissenschaftlicher Assistent am Psychologischen Institut der Universität Bonn tätig. Zugleich führte er von 1975 bis 1979 ein durch die Deutsche Forschungsgemeinschaft gefördertes Forschungsprojekt zum bildunterstützten Lernen durch. 1979 erhielt er dann die Ernennung zum Akademischen Rat in der Abteilung für Entwicklungspsychologie und Pädagogische Psychologie bei Ursula Lehr, bevor er von 1980 bis 1984 ein Forschungsprojekt zur Diagnose von Hochbegabungen im mathematisch-naturwissenschaftlichen Bereich leitete.
Seine Habilitation an der Philosophischen Fakultät der Universität Bonn erfolgte 1985. Er beschäftigte sich im Rahmen seiner Habilitation mit neuen Lernumwelten und bildunterstütztem Denken. Im selben Jahr übernahm er den Lehrstuhl für Pädagogische Psychologie an der Universität zu Köln.

## Projekte
ALICE – Multimedia-Vorlesung zur Pädagogischen Psychologie
Die Alice-CD wurde Ende der 90er Jahre am Lehrstuhl von Hermann Rüppell als Multimedia-Vorlesung zur Pädagogischen Psychologie und als Lernmaterial für Studenten des Fachs entwickelt. Das Initialwort „ALICE“ steht für Adaptives Lernen – Interaktiv, Cooperativ, Explorativ, womit die Eckpunkte des Projekts bezeichnet sind.
OASES – Online Academic Student Examination System und StudyBuddy
Hinter dem Initialwort OASES verbergen sich „kooperative und kompetitive Online-Lernspiele“, die erst seit kurzem am Lehrstuhl entwickelt werden und nun seit 2006 Jahren an der Universität zu Köln zum Einsatz kommen. Im Rahmen der Spiele soll Wissen durch bestimmte Übungsaufgaben gefestigt werden, wobei die Spiele jeweils gegen andere Kommilitonen absolviert werden. Außer der Medienpädagogik beteiligen sich an der Uni Köln vor allem die Kunstgeschichte und einige Philologische Fächer am Projekt und bieten Lernspiele auf der Plattform begleitend zu Veranstaltungen an.
Ein Folgeprojekt namens StudyBuddy beschäftigt sich nun mit der Realisierbarkeit einer solchen Online-Lernspiel-Plattform an Schulen. Diese Plattform ist zu seinem Vorgänger OASES optisch überarbeitet und nach einer Registrierung für jedermann frei zugänglich. Des Weiteren kann jedes Mitglied der Seite selber einfach Lernspiele erstellen. Rüppell stellt auf der Internetseite dieses Projektes in einem abgesonderten Bereich Lernspiele im Bereich Schul-Mathematik für die Klassen 9 und 10 an Gymnasien und Gesamtschulen zur Verfügung.

## Schriften
- Verhalten in einer multilattributen Entscheidungssituation und ein BAYES-Verfahren zur Schätzung individueller Entscheidungsstrategien. (zugleich Dissertation, Universität Hamburg, 1973)
- Optimierung kognitiver Lernprozesse durch Spiele. In: Zeitschrift für Pädagogik 21. 1975, S. 403–405.
- Das Adaptive Lehr-Lern-System. Ein pädagogisch-psychologisches Interventionsmodell mit multipler Zielsetzung. (Habil.) Bonn 1982.
- mit H. Hinnersmann und J. Wiegand: QI statt IQ – Qualität der Informationsverarbeitung als Maß für eine allgemeine Problemlösekompetenz. Bericht aus dem Psychologischen Institut der Universität Bonn. Bonn 1985, Heft 1.
- mit Frank Vohle: Dante. Diagnose und Training erfinderischen Denkens. In: Psychologie des Wissensmanagements. Perspektiven, Theorien, Methoden. Hrsg.: G. Reinmann, H. Mandl. Göttingen 2004, S. 267–277.